# لميس (اسم)
لميس، اسم عربي للإناث، ومعناه المرأة ناعمة الملمس. وهو اسم عربي قديم، حيث نجد الصحابية الجليلة لميس بنت عمرو بن حرام.